# Zbigniew Henryk Wilczyński
Zbigniew Henryk Wilczyński (ur. 4 kwietnia 1954 w Łodzi, zm. 22 listopada 2008 w Łodzi) – polski prozaik, scenarzysta, rzemieślnik, przedsiębiorca, alt-medoznawca.

## Życiorys
Był uczniem istniejącego od 1 września 1946 r. Technikum Energetycznego Nr 1 w Łodzi przy al. Politechniki 38 (obecnie Zespół Szkół Politechnicznych w Łodzi im. Komisji Edukacji Narodowej), z którego został w styczniu 1969 r. usunięty jako „zbyt konfliktowy”. W latach 1973–1975 odbywał w Szczecinie obowiązkową zasadniczą służbę wojskową w 5 Kołobrzeskim Pułku Zmechanizowanym im. Otokara Jarosza, jako kanonier działonu baterii moździerzy 120 mm. Członek komitetu strajkowego i współorganizator strajku okupacyjnego w dniach 7–12 września 1980 r. w Zakładach Przemysłu Bawełnianego „Maltex” im. Stanisława Kunickiego w Łodzi. W latach 1982–2004, obok intensywnej własnej pracy twórczej i rozwijania współpracy z łódzkim i warszawskim środowiskiem literackim, dziennikarskim i filmowym, zajmował się działalnością usługowo-produkcyjną w Łodzi i Gdańsku, jako rzemieślnik w branży stolarsko-meblarskiej, dekorator wystaw i drobny biznesmen w branży odzieżowej. W latach 2001–2003, jako liberum audiat, był słuchaczem Studium Literacko-Artystycznego Uniwersytetu Jagiellońskiego w Krakowie utworzonego przez prof. Gabrielę Matuszek-Stec.
Debiutował w 1976 r. pod pseudonimem Zbigniew W. Kryński na łamach warszawskiego miesięcznika literackiego Nowy Wyraz groteskowym opowiadaniem Normalnym kursem przyjętym do publikacji przez Jerzego Górzańskiego, które zostało następnie przedrukowane w 1979 r. w antologii Wszystkie barwy tęczy. 27 opowiadań młodych pisarzy pod redakcją Marii Błaszczykowej i wstępem Ryszarda Tarwackiego.
Jako laureat rozstrzygniętego w 1986 r. ogólnopolskiego konkursu literackiego opublikował w 1988 r. swoją pierwszą powieść Sen pod wiatr, najpierw we fragmentach na antenie Programu III Polskiego Radia, a następnie w zainicjowanej w 1987 r. przez Jerzego Leszina- Koperskiego i Andrzeja Krzysztofa Waśkiewicza serii wydawniczej „Debiuty Prozatorskie” publikowanej przez Młodzieżową Agencję Wydawniczą (MAW) w Warszawie. W serii tej także ukazały się wtedy debiutanckie książki Jana Stępnia, Marka Zgaińskiego, Jana Tulika, Jacka Pankiewicza, Krzysztofa Lipka, Jana Krzysztofa Adamkiewicza i Andrzeja Milika Wiśniewskiego. Poprawione przez autora internetowe wydanie powieści Sen pod wiatr zostało opublikowane w 2006 r. na ogólnopolskim portalu czytelniczym BiblioNETka.
W 1998 roku Zbigniew Wilczyński należał do grona członków założycieli Oddziału Łódzkiego Ogólnopolskiego Stowarzyszenia Literatów (Ostolit, OŁOSL) w Łodzi. W latach 1999–2001 opublikował cztery opowiadania w redagowanym przez prof. Lecha Witkowskiego toruńskim miesięczniku PAL – Przegląd Artystyczno-Literacki. Ostatnią publikację w jego życiu stanowi zapis internetowego czatu i dyskusji z czytelnikami ogólnopolskiego serwisu literackiego BiblioNETka, która odbyła się w lutym 2006 r. W latach 2005–2007, przy udziale Alicji Stelmak-Roll, Wielkiego Mistrza Reiki z Łodzi, pracował nad podręcznikiem japońskich systemów medycyny niekonwencjonalnej i alternatywnej (alt-med). Zmarł 22 listopada 2008 r. w szpitalu onkologicznym w Łodzi na skutek nieodwracalnych zmian neurologiczno-mózgowych, które powstały w wyniku bandyckiego napadu i brutalnego pobicia, którym uległ w lipcu 1999 r. na łódzkim osiedlu Chojny-Zatorze. Pochowany został w grobie rodzinnym na Cmentarzu św. Anny (Zarzew) w Łodzi przy ul. Lodowej 78 (kwatera 12, rząd 12, grób 2).
W latach 2009–2020 kilka opowiadań Zbigniewa Wilczyńskiego zostało opublikowanych na podstawie zachowanych maszynopisów na portalu BiblioNETka i w czasopismach literackich Migotania (Gdańsk) oraz Akant (Bydgoszcz). Ponadto ukazały się dwa zbiory jego opowiadań (2014 i 2018 r.) i sześć jego powieści (w latach 2018–2020), w których dystopiczny obraz codziennego życia miejskiego w Polsce ostatnich 30 lat XX wieku oraz dysfunkcyjnej rodziny, sfrustrowanej młodzieży, spekulacyjnego biznesu, zmanipulowanej prasy, mafijnych układów władzy, aż po skorumpowany wymiar sprawiedliwości, łączy się z wojerystycznym oglądem nowych wzorców konformizmu i narastających problemów społecznych w postaci wykluczenia, bezdomności, alkoholizmu i kryminogennej „fali” w strukturach wojskowych. Wiodącym motywem jego twórczości jest Lacanowska teza o pragnieniu Innego i możliwości przekształcenia doświadczenia agresji i nienawiści do formy, która pozwala tworzyć, a nie niszczyć. Książki Zbigniewa Wilczyńskiego były komentowane i recenzowane na łamach literackich portali i czasopism: BiblioNETka (Poznań), Latarnia Morska (Kołobrzeg), Odra (Wrocław), EleWator (Szczecin), Migotania (Gdańsk), Akant (Bydgoszcz), Gazeta Kulturalna (Zelów), Nowy Napis Co Tydzień (Kraków), Fraza (Rzeszów). Na temat jego życia i twórczości ukazała się w 2020 r. monograficzna książka prof. Grzegorza Bazylaka Faktura czy paragon. O prozie Zbigniewa Wilczyńskiego (1954-2008) i nie tylko, Wyd. Studio Czarna Flaga, Łódź 2020, s. 293, ISBN 978-83-938610-2-6.

## Twórczość

### Powieści
- Sen pod wiatr, red. T. Lewandowski, MAW, Warszawa 1988 (wyd. 1), ISBN 83-203305-6-4
- Sen pod wiatr, BiblioNETka, Poznań 2006 (wyd. 2, popr.)
- Drugi sen pod wiatr, red. i posłowie G. Bazylak, OŁOSL, Łódź 2018, ISBN 978-83-911897-7-1
- Człowiek nocy, red. i posłowie G. Bazylak, OŁOSL, Łódź 2018, ISBN 978-83-911897-8-8
- Drugi człowiek nocy. Napad, red. i posłowie G. Bazylak, OŁOSL, Łódź 2018, ISBN 978-83-951344-1-8
- Klatka, red. i posłowie G. Bazylak, Łódź 2018, OŁOSL, ISBN 978-83-951344-0-1
- Fala zero, red. Z. Joachimiak, posłowie G. Bazylak, Fundacja Światło Literatury, Gdańsk 2020, ISBN 978-83-942285-7-6
- Alfa w mroku, beta w ciszy, red. i posłowie G. Bazylak, Studio Czarna Flaga, Łódź – Bydgoszcz 2020, ISBN 978-83-938610-0-2

### Opowiadania
- Wierzchołek cienia. Opowiadania rozproszone, wyb. i red. G. Bazylak, OŁOSL, Łódź 2014, ISBN 978-83-911897-2-6
- Krótkie półkola. Opowiadania, red. i posłowie G. Bazylak, OŁOSL, Łódź 2018, ISBN 978-83-911897-6-4